# Giovanni Travaglini
Giovanni Travaglini (Nápoles, 30 de octubre de 1924 - Roma, 15 de noviembre de 2020) fue un político e ingeniero italiano, militante de la Democracia Cristiana y parlamentario europeo.

## Biografía
Fue elegido en las elecciones europeas de 1979 para el primer Parlamento Europeo por sufragio directo, y luego se hizo cargo entre 1988 y 1989 en la lista de CC. Fue miembro de la Comisión de Política Regional y Ordenación del Territorio, la Comisión de Transportes, la Delegación para las Relaciones con los países miembros de la ASEAN y la Organización Interparlamentaria de la ASEAN (AIPO), al igual que la Comisión para la energía, investigación y tecnología.
Se unió al grupo parlamentario del Partido Popular Europeo.